# Jehuda Tarnopol
Jehuda Tarnopol (hebr.: מועדון הכדורגל יהודה טרנופול, Moadon HaKaduregel Jehuda Tarnopol) – żydowski klub piłkarski z siedzibą w Tarnopolu.

## Historia
Chronologia nazw:
- 1910—1939: Jehuda Tarnopol

Piłkarska drużyna Jehuda została założona w Tarnopolu latem 1910 roku przez uczniów szkól średnich, uważających się za Żydów Na początku istnienia rywalizował z miejscowymi "Kresami", "Podillą", "Bursą" i "Zorią".
W kwietniu 1928 r. powstał tarnopolski podokręg LOZPN (Lwowski Okręgowy Związek Piłki Nożnej) dla rozgrywek w klasie B i C, w których występował zespół piłkarski Jehuda.
We wrześniu 1939, kiedy wybuchła II wojna światowa, klub przestał istnieć.

## Inne
- Nywa Tarnopol
- FK Tarnopol
- Budiwelnyk Tarnopol